# Pallavolo ai Giochi della XX Olimpiade - Torneo maschile
Il III torneo maschile di pallavolo ai Giochi olimpici si è svolto dal 27 agosto al 9 settembre 1972 a Monaco di Baviera, in Germania, durante i Giochi della XX Olimpiade. Al torneo hanno partecipato 12 squadre nazionale e la vittoria finale è andata per la prima volta al Giappone.

## Gironi
| Girone A                                                               | Girone B                                                  |
| ---------------------------------------------------------------------- | --------------------------------------------------------- |
| Bulgaria Cecoslovacchia Corea del Sud Polonia Tunisia Unione Sovietica | Brasile Cuba Germania Ovest Germania Est Giappone Romania |

## Fase finale

### Finali 1º e 3º posto
|  | Semifinali       | Semifinali       | Semifinali |          |              | Finale 1º/2º posto | Finale 1º/2º posto | Finale 1º/2º posto |  |
|  |                  |                  |            |          |              |                    |                    |                    |  |
|  | Unione Sovietica | Unione Sovietica | 1          |          |              |                    |                    |                    |  |
|  | Unione Sovietica | Unione Sovietica | 1          |          |              |                    |                    |                    |  |
|  | Germania Est     | Germania Est     | 3          |          |              |                    |                    |                    |  |
|  | Germania Est     | Germania Est     | 3          |          | Germania Est | Germania Est       | 1                  |                    |  |
|  |                  |                  |            |          | Germania Est | Germania Est       | 1                  |                    |  |
|  |                  |                  | Giappone   | Giappone | 3            |                    |                    |                    |  |
|  | Bulgaria         | Bulgaria         | Giappone   | Giappone | 3            | 2                  |                    |                    |  |
|  | Bulgaria         | Bulgaria         |            |          |              | 2                  |                    |                    |  |
|  | Giappone         | Giappone         | 3          |          |              | Finale 3º/4º posto | Finale 3º/4º posto | Finale 3º/4º posto |  |
|  | Giappone         | Giappone         | 3          |          |              |                    |                    |                    |  |
|  |                  |                  |            |          |              |                    |                    |                    |  |
|  |                  |                  |            |          |              | Bulgaria           | Bulgaria           | 0                  |  |
|  |                  |                  |            |          |              | Bulgaria           | Bulgaria           | 0                  |  |
|  |                  |                  |            |          |              | Unione Sovietica   | Unione Sovietica   | 3                  |  |

### Finali 5º e 7º posto
|  | Semifinali     | Semifinali     | Semifinali |         |                | Finale 5º/6º posto | Finale 5º/6º posto | Finale 5º/6º posto |  |
|  |                |                |            |         |                |                    |                    |                    |  |
|  | Cecoslovacchia | Cecoslovacchia | 3          |         |                |                    |                    |                    |  |
|  | Cecoslovacchia | Cecoslovacchia | 3          |         |                |                    |                    |                    |  |
|  | Brasile        | Brasile        | 0          |         |                |                    |                    |                    |  |
|  | Brasile        | Brasile        | 0          |         | Cecoslovacchia | Cecoslovacchia     | 1                  |                    |  |
|  |                |                |            |         | Cecoslovacchia | Cecoslovacchia     | 1                  |                    |  |
|  |                |                | Romania    | Romania | 3              |                    |                    |                    |  |
|  | Corea del Sud  | Corea del Sud  | Romania    | Romania | 3              | 0                  |                    |                    |  |
|  | Corea del Sud  | Corea del Sud  |            |         |                | 0                  |                    |                    |  |
|  | Romania        | Romania        | 3          |         |                | Finale 7º/8º posto | Finale 7º/8º posto | Finale 7º/8º posto |  |
|  | Romania        | Romania        | 3          |         |                |                    |                    |                    |  |
|  |                |                |            |         |                |                    |                    |                    |  |
|  |                |                |            |         |                | Corea del Sud      | Corea del Sud      | 3                  |  |
|  |                |                |            |         |                | Corea del Sud      | Corea del Sud      | 3                  |  |
|  |                |                |            |         |                | Brasile            | Brasile            | 0                  |  |

## Podio

### Campione
Formazione: 1 Masayuki Minami, 2 Katsutoshi Nekoda, 3 Kenji Kimura, 4 Jungo Morita, 5 Tadayoshi Yokota, 6 Seiji Oko, 7 Tetsuo Sato, 8 Kenji Shimaoka, 9 Yoshihide Fukao, 10 Yuzo Nakamura, 11 Yasuhiro Noguchi, 12 Tetsuo Nishimoto, CT: -

### Secondo posto
Formazione: 1 Arnold Schulz, 2 Wolfgang Webner, 3 Siegfried Schneider, 4 Wolfgang Weise, 5 Rudi Schumann, 6 Eckehard Pietzsch, 7 Wolfgang Löwe, 8 Wolfgang Maibohm, 9 Rainer Tscharke, 10 Maune Jürgen, 11 Horst Peter, 12 Horst Hagen, CT: -

### Terzo posto
Formazione: 1 Valerij Kravčenko, 2 Jurij Pojarkov, 3 Evgenij Lapinskij, 4 Efim Čulak, 5 Vladimir Putjatov, 6 Vladimir Patkin, 7 Leonid Zajko, 8 Jurij Starunskij, 9 Vladimir Kondra, 10 Vjačeslav Domani, 11 Viktor Boršč, 12 Aleksandr Saprykin, CT: Jurij Česnokov

## Classifica finale
| Classifica | Squadre          | Qualificazione             |
| ---------- | ---------------- | -------------------------- |
|            | Giappone         | Giochi della XXI Olimpiade |
|            | Germania Est     |                            |
|            | Unione Sovietica |                            |
| 4          | Bulgaria         |                            |
| 5          | Romania          |                            |
| 6          | Cecoslovacchia   |                            |
| 7          | Corea del Sud    |                            |
| 8          | Brasile          |                            |
| 9          | Polonia          |                            |
| 10         | Cuba             |                            |
| 11         | Germania Ovest   |                            |
| 12         | Tunisia          |                            |